# Tungelroyse Beek
De Tungelroyse Beek is een waterloop in het midden van de Nederlandse provincie Limburg. Deze beek ontspringt bij Hamont in Belgisch Limburg en mondt bij Neer als Neerbeek uit in de Maas. Jarenlang was de beek rechtgetrokken om zo snel mogelijk water af te voeren naar de Maas.
De beek heeft een lengte van 26 km en een debiet van 2000 l/sec (bij Ell). De oppervlakte van het stroomgebied bedraagt 157 km2. De beek is een van de weinige wat grotere natuurlijke waterlopen in Nederland die van west naar oost stroomt.

## Oorsprong en stroomgebied
De beek vangt aan als Hamonterbeek op het Kempens Plateau in Belgisch Limburg. Spoedig overschrijdt de beek de Nederlandse grens, stroomt door het gebied Loozerheide en het Ringselven, met een duiker onder de Zuid-Willemsvaart doorgaat, door de Kruispeel loopt en verder in zuidoostelijke richting stroomt. Ze loopt ten zuiden van Altweerterheide, en neemt de vanuit het westen stromende Raam op. Verder stroomt de beek naar het oosten, tussen Stramproy en Tungelroy door, om vervolgens af te buigen in noordoostelijke richting.
De waterlopen in de bovenloop van de rivier, zoals de Raam, zijn pas na 1860 gegraven om het daar aanwezige moerasgebied te ontwateren. Gedurende de 20e eeuw zijn ook vele meanders afgesneden, waardoor de beek zo'n 20% korter is geworden.
De Tungelroyse Beek stroomt ten zuiden langs De Krang, waar de Vliet wordt opgenomen, en daarna tussen Swartbroek en Ell door. Vervolgens komt de Leukerbeek uit in de Tungelroyse Beek. De stroom gaat via een duiker onder het Kanaal Wessem-Nederweert door waarna het riviertje ten zuiden van Leveroij en Heythuysen langs stroomt. Daar stroomt de Leemskuilen in de beek.

De beek dringt als Leubeek het natuurgebied Leudal binnen, waar de Leumolen op de beek staat. Hier meandert de beek tussen steile oevers. De Zelsterbeek voegt zich bij de Leubeek en, als het natuurgebied wordt verlaten, ook de Haelense Beek. Nu heet de stroom Neerbeek en als zodanig stroomt zij ten zuiden van Neer bij Hanssum in de Maas.

## Herstel en sanering
Bij de loop door de Loozerheide heeft de beek in het verleden veel vervuiling ondergaan van de daar aanwezige Budelse zinkfabriek. In 1999 startte Waterschap Peel en Maasvallei met een van de grootste beekhersteloperaties van Nederland; de sanering en herinrichting van de Tungelroyse Beek. Over een totale lengte van 30 kilometer werd in 12 jaar gefaseerd gewerkt aan het terugbrengen van oorspronkelijke meanders, verwijderen van verontreinigde grond, aanpassen van het waterpeil, terugdringen van riooloverstorten, verbetering van de leefbaarheid en recreatieve mogelijkheden, verbeteren van de landbouwstructuur en realisering van de ecologische hoofdstructuur.
In 2006 werd bij die werkzaamheden de Ellerschans herontdekt. Een boerenschans waarvan de gracht gevoed werd door de Tungelroyse Beek.

## Watermolens
Aan de Tungelroyse Beek lagen enkele watermolens. Één daarvan was de Heythuysermolen, wat een koren- en schorsmolen was. In 1819 werd op de tegenoverliggende oever, die tot Haelen behoorde, een oliemolen gebouwd.